# Compagnie d'assurance municipale de Prague
L'ancienne Compagnie d'assurance municipale de Prague est un complexe de bâtiments néo-baroques et Art nouveau construits entre 1899 et 1910 par l'architecte Osvald Polívka sur la place de la Vieille-Ville et dans la rue Salvátorské dans la vieille ville de Prague.

## Histoire
Malgré les protestations du Club du Vieux Prague, la démolition de trois maisons historiques eut lieu, conformément à la loi sur l'assainissement, approuvée par le conseil municipal de Prague. En 1897, la ville de Prague acquiert le terrain à bâtir et lance immédiatement un concours d'architecture pour la construction de la Compagnie d'assurance de la ville de Prague. L'édifice, sur la Place de la Vieille Ville a été construit dans les années 1899-1901 selon le troisième projet d'Osvald Polívka, de 1899, qui, après l'intervention du Forum des Arts, dut diviser la façade en deux unités, dont la façade ouest (vue de face à gauche) imite l'apparence de la maison démolie n° 933 U Zlatá hvězdy.
Dans les années 1909-1910, la compagnie d'assurance a construit d'autres bâtiments dans la cour, jusqu'au niveau de la rue Salvátorská, où a été construit le dernier bâtiment résidentiel donnant sur la rue. Des ailes avec bureaux et garages furent également ajoutées sur les côtés de la cour en 1933-1934. L'auteur était František Roith. Les bâtiments ont subi d'autres modifications pour les ministères ultérieurs du Commerce et de l'Économie en 1939, 1951-1953 et 1965. La suppression du portail d'origine et le vitrage inapproprié de l'entrée principale datent des années 1970.
Depuis 1996, le Ministère du Développement régional de la République tchèque est hébergé dans le bâtiment.

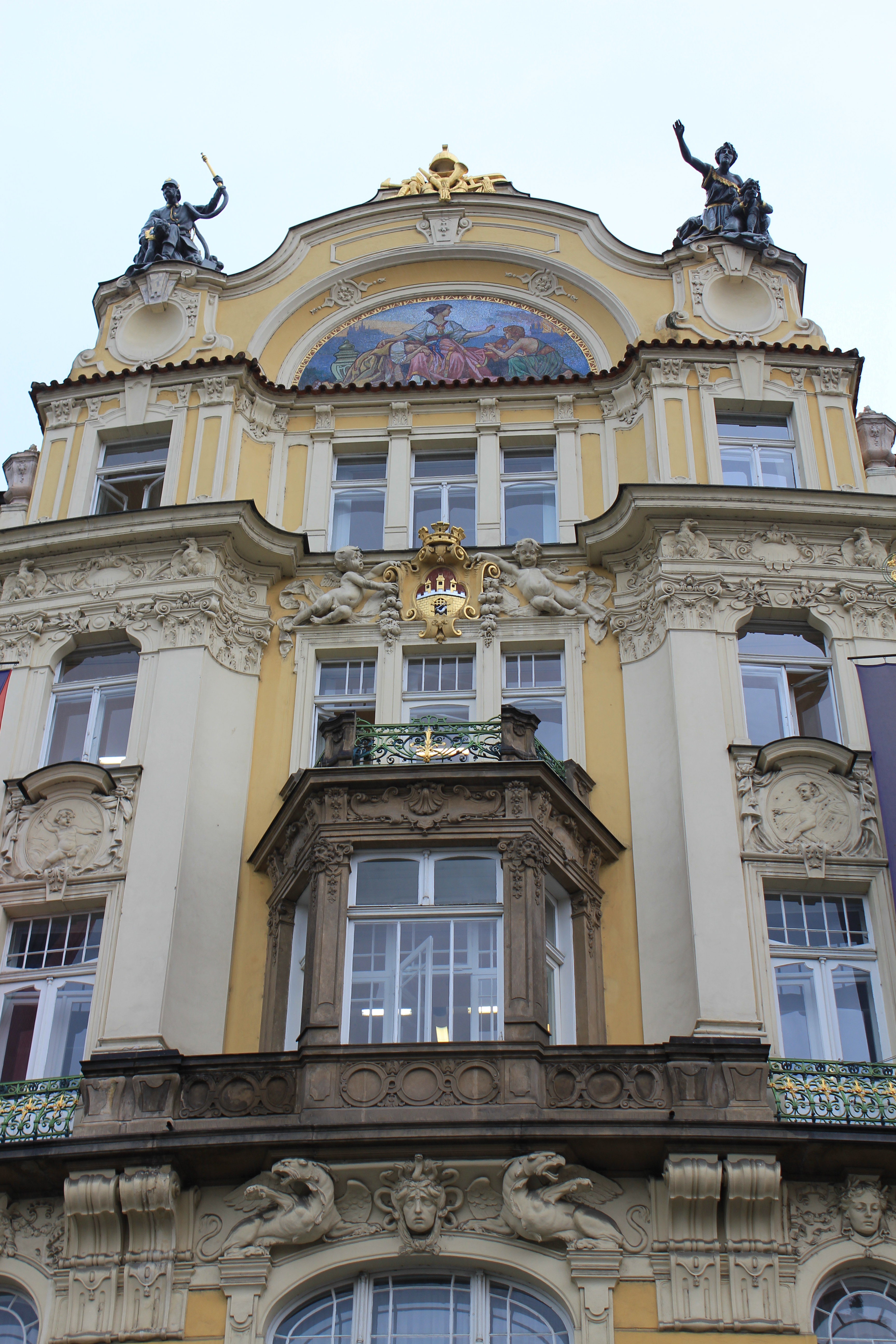
La partie supérieure de la façade de la maison droite (est)